# Walentin Walentinowitsch Iwanow

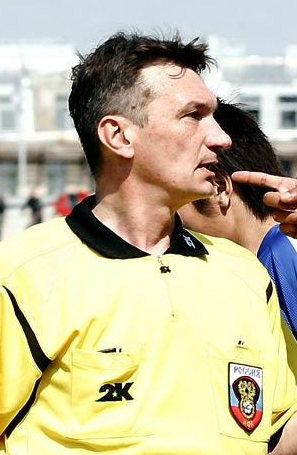
Walentin Walentinowitsch Iwanow

Walentin Walentinowitsch Iwanow (russisch Валентин Валентинович Иванов; * 4. Juni 1961 in Moskau) ist ein ehemaliger russischer Fußballschiedsrichter und Sportlehrer.
Walentin Iwanow ist Sohn der beiden Olympiasieger und Weltklassesportler Walentin Iwanow (Fußball) und Lidija Iwanowa (Turnen und Gymnastik).
Sein erstes internationales Spiel leitete er 1999 zwischen Luxemburg und Polen.

## Portugal – Niederlande (WM 2006)
Beim Spiel Portugal – Niederlande im Achtelfinale der WM 2006 – in den Medien als „Schlacht von Nürnberg“ betitelt – verteilte Iwanow 16 Gelbe Karten, davon 4 Gelb-Rote. Vier Platzverweise in einem Spiel sind Rekord bei einer Fußball-Weltmeisterschaft. Iwanow wurde danach für die weiteren Spiele der WM 2006 nicht mehr nominiert.
Iwanow wurde, insbesondere von den beteiligten Mannschaften, kritisiert, inkonsequent vorgegangen zu sein. Auch FIFA-Präsident Sepp Blatter äußerte, Iwanow habe das Spiel „zerpfiffen“. Blatter entschuldigte sich einige Tage später für seine Kritik. Auch gaben viele Schiedsrichter der FIFA die „Schuld“, da diese die Schiedsrichter mit einigen neuen Anweisungen sehr in ihrem bisherigen Stil einschränkte.

## Einsätze bei internationalen Turnieren
- Konföderationen-Pokal 2003 in Frankreich
- EM 2004 in Portugal
- U20-Fußballweltmeisterschaft 2005 in den Niederlanden
- WM 2006 in Deutschland